# Mosaik

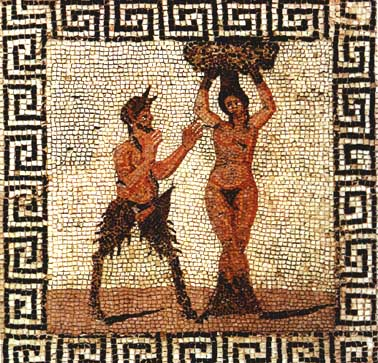
Pan och en hamadryad, mosaik påträffad i Pompeji.

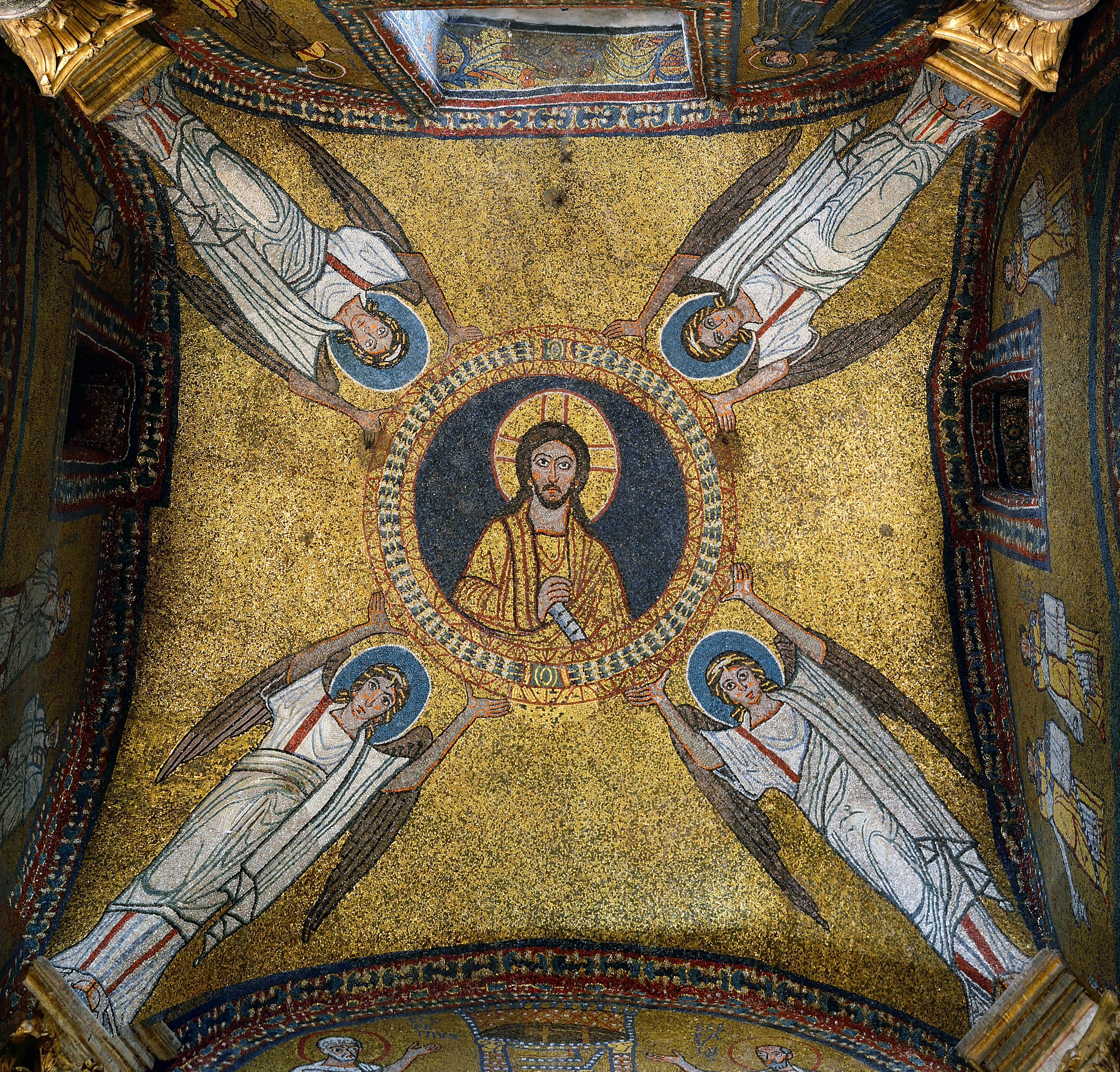
Tronande Kristus, mosaik i Santa Prassede, Rom (800-talet).

En mosaik är en bildkomposition av olikfärgade små bitar (porslin, sten eller glas) som fästs på ett hårt underlag med murbruk, kitt eller cement så att bitarna bildar ett mönster eller en bild. Mosaiker har förmodligen skapats i alla kända kulturer. De första kända mosaikerna är åtminstone 5 000 år gamla. Templet Abra i Mesopotamien smyckades med mosaik redan 3000 år f.v.t. Där användes bitar av färgade stenar, snäckskal och elfenben.

## Etymologi
Ordet mosaik härstammar från grekiskans μούσειος, "hörande till muserna". Detta refererar till de nio muserna, det vill säga de gudinnor som inspirerade konstnärer, filosofer och intellektuella.

## Historia
De äldsta mosaikerna är golvmosaiker med abstrakta mönster i olikfärgade kiselstenar. Troligen fyllde de samma funktion som mattor, som är en mycket äldre utsmyckning. De tidigaste konkreta mönsterna utgjordes av växtslingor, fiskar och snäckor, för att sedan övergå till motiv som är verkligt avbildande. En av de äldsta mosaikerna med avbildade motiv är Alexandermosaiken i Pompeji från 100-talet f.Kr, som numera finns på Nationalmuseet i Neapel. Flera mosaiker från Romarriket finns bevarade. Konstformen upptogs av de kristna konstnärerna, där den särskilt utvecklades i Ravenna; Venedig var ett centrum för glastillverkning, och de kristna mosaikerna var huvudsakligen tillverkade i glas som glänste.
Bland de vackraste och hantverksmässigt mest skickligt utförda mosaikerna återfinns i Roms kyrkor. Här intill visas takmosaiken i Cappella di San Zenone i kyrkan Santa Prassede. Kapellet är smyckat med guldmosaiker, bokstavligt från golv till tak, och kallas i folkmun "Il Giardino del Paradiso" ("Paradisets lustgård"). Mosaikerna beställdes på 800-talet av påven Paschalis I. Mosaiken på bilden framställer fyra änglar som bär upp en rundel med den tronande Kristus.
Under sent 1800-tal utvecklades trencadís-tekniken inom den katalanska modernismen. Här används fler olika mosaiktekniker och material parallellt, med ett organiskt resultat. Exempel på trencadís kan ses i Parc Güell i Barcelona.
Berömda svenska mosaiker från 1900-talet är Gyllene salen i Stockholms stadshus av Einar Forseth, absiden i Lunds domkyrka av Joakim Skovgaard, samt koret i Kila kyrka nära Nyköping och mosaiken över Linköpings domkyrkas huvudingång av Bengt Olof Kälde.
I modern tid har mosaiker blivit ett slags dussinkonst som pryder bland annat tunnelbanestationer och offentliga byggnader.

## Galleri

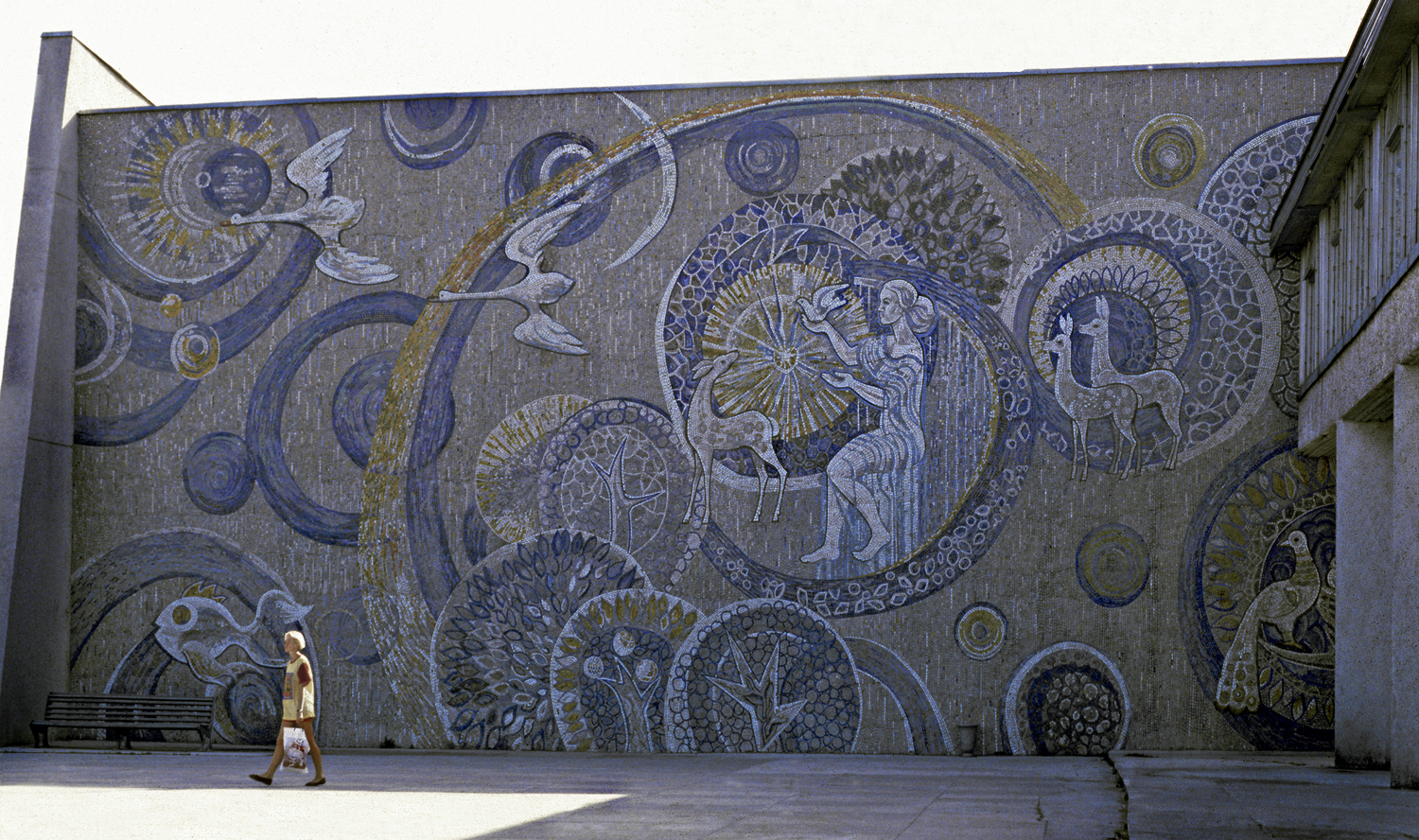
Mosaik på badhuset i Svetlogorsk, Ryssland, 1992.
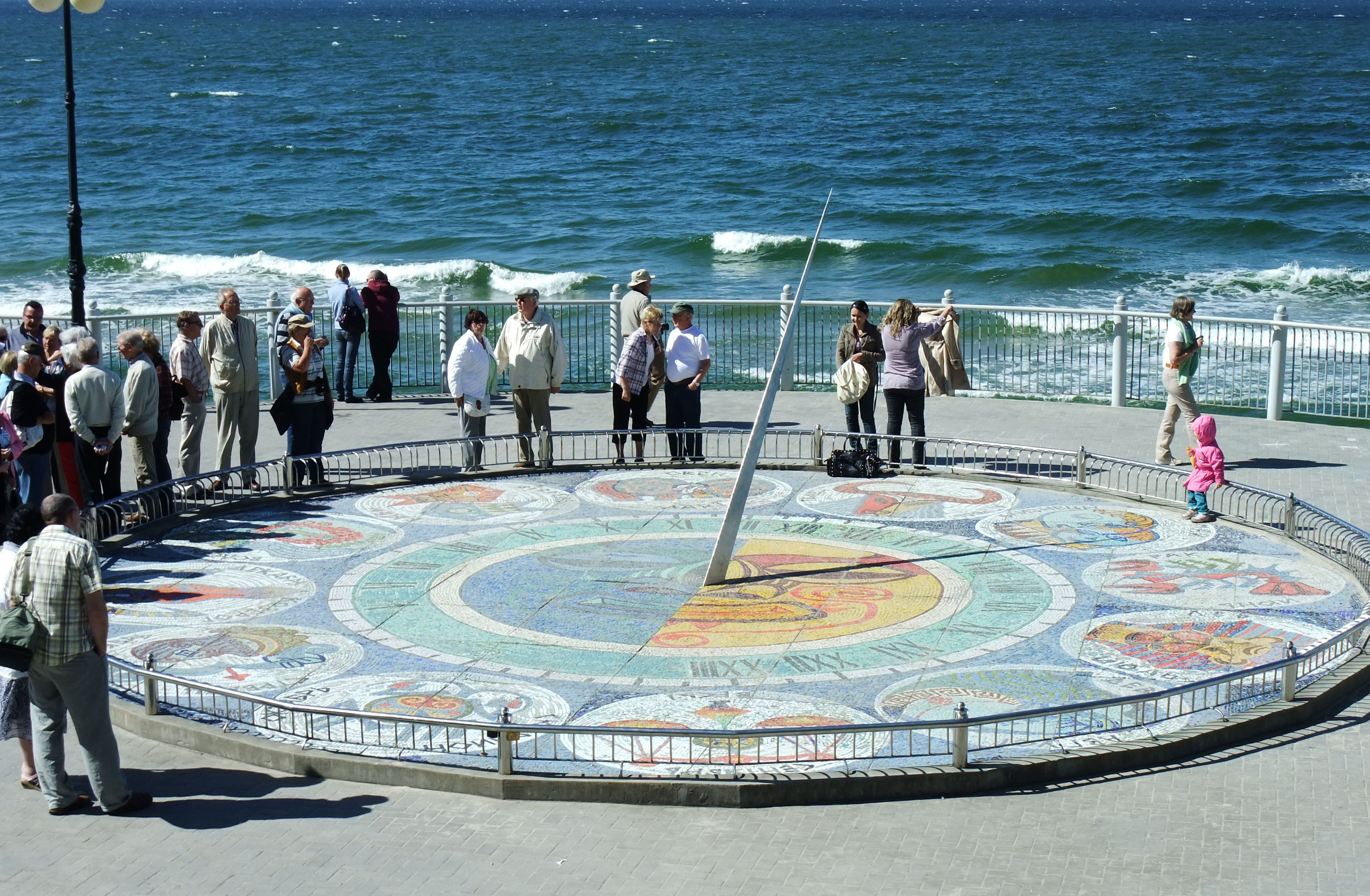
Solur i mosaik vid stranden i Svetlogorsk.
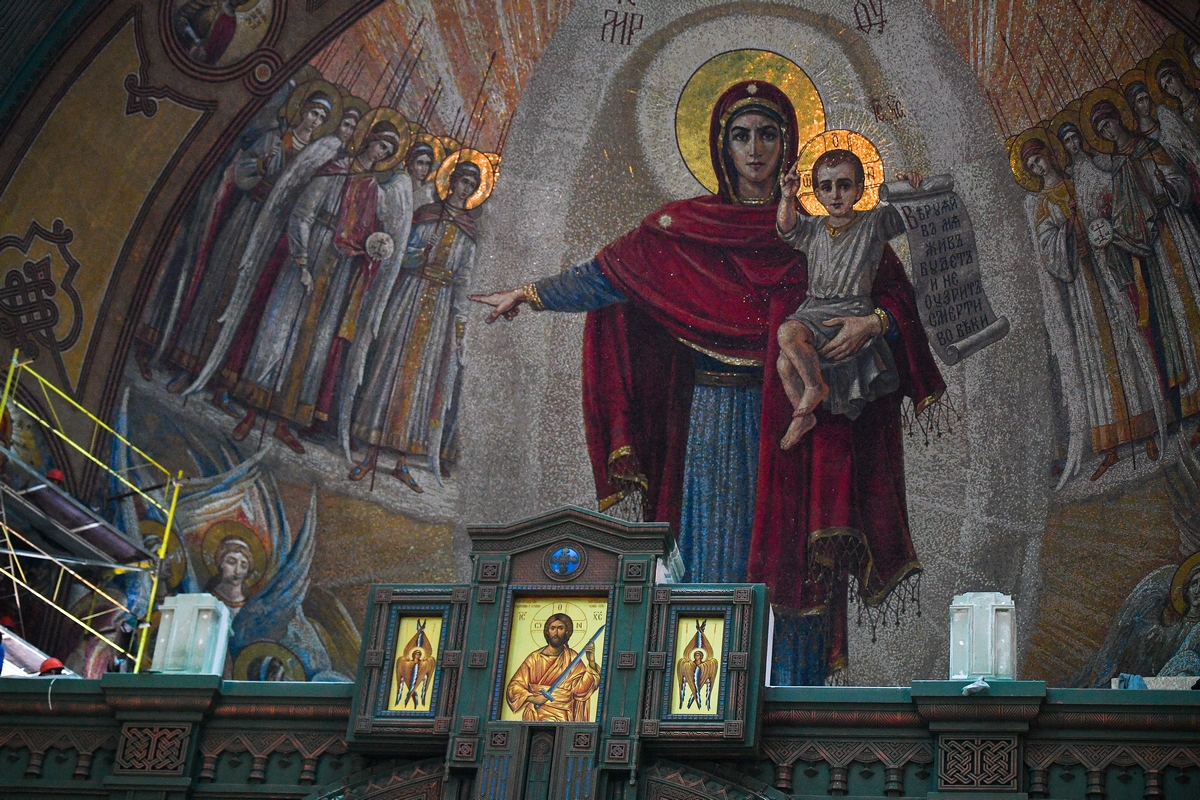
Mosaik i Huvudkatedralen för de ryska väpnade styrkorna i Kubinka, Ryssland.
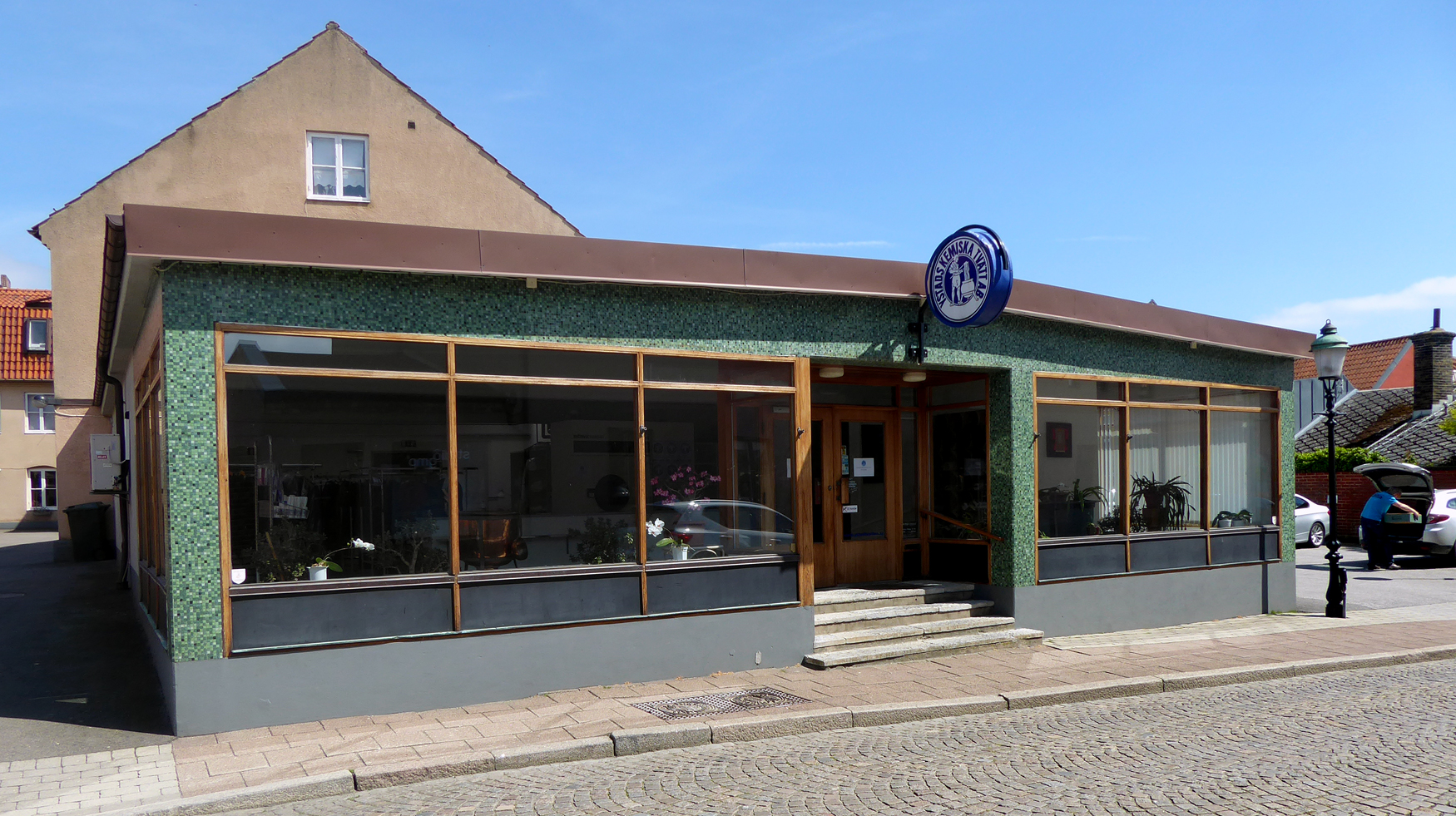
Mosaik på en husfasad i Ystad från ca 1960.
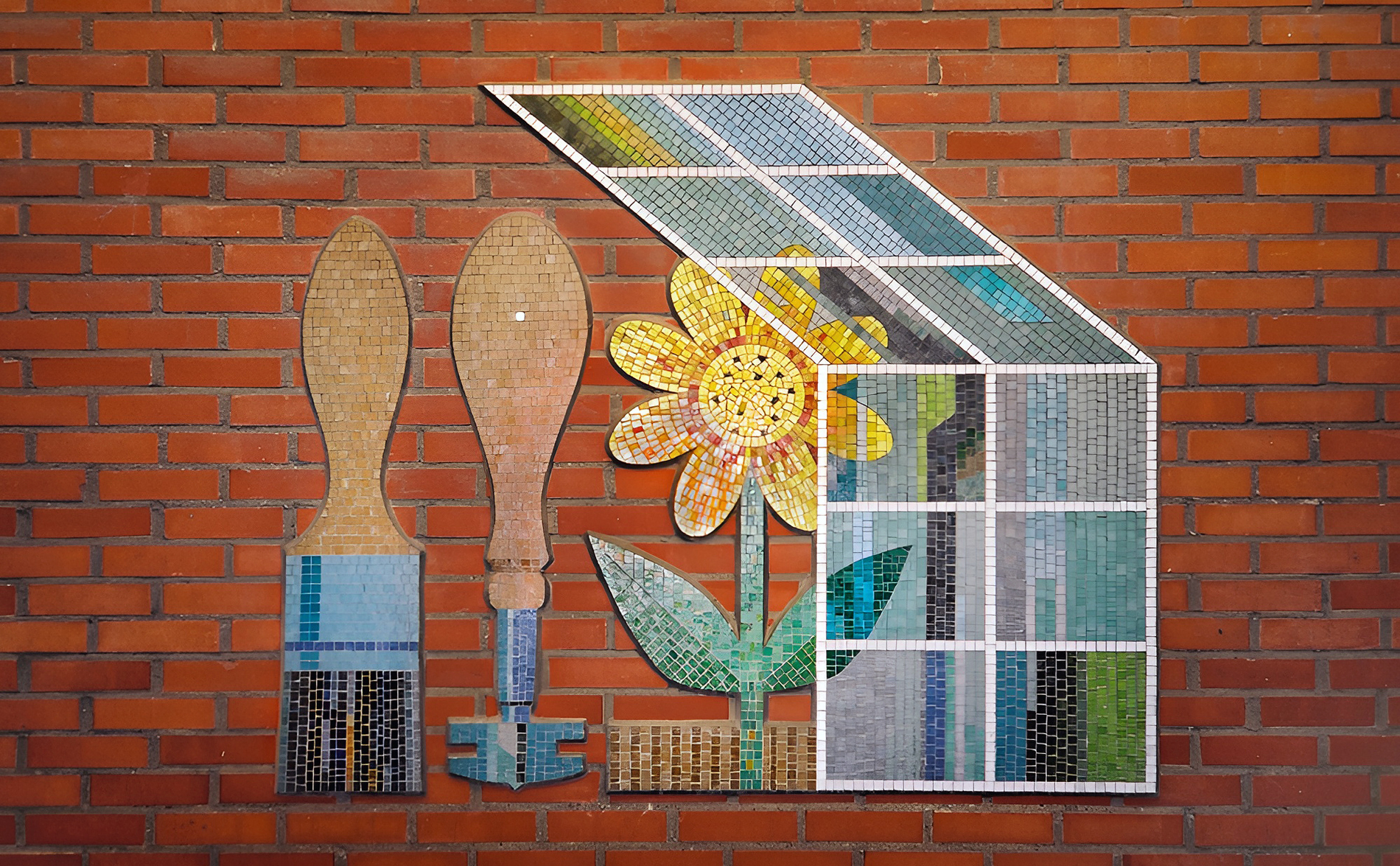
Mosaik på husgavel i Malmö.

## Kända mosaiker i Sverige
- Gyllene salen i Stockholms stadshus
- BP-skylten i Stockholm